# Eduard Wille

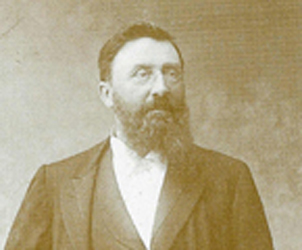
Eduard Wille.

Eduard Wille (Zomergem, 1850 - aldaar, 1911) was burgemeester van de Belgische gemeente Zomergem van 1904 tot 1911.

## Biografie
Wille was geneesheer en beoefende zijn praktijk in de Kleitstraat, de plaats waar later zijn opvolgers als geneesheer Richard (1885-1972) en diens zoon Paul Vanderhaeghen gingen wonen. 
Eduard Wille was tevens lid van de provincieraad van de provincie Oost-Vlaanderen.